# دسمنتاس ایلیننسیس
دسمنتاس ایلیننسیس (نام علمی: Desmanthus illinoensis) نام یک گونه از تیره باقلاییان است.